# 紅いコーリャン
『紅いコーリャン』（あかいこーりゃん、原題：紅高粱）は、1987年製作の中国映画。張芸謀（チャン・イーモウ）の初監督作品で、主演である鞏俐（コン・リー）のデビュー作。

## 概要
原作は莫言（モー・イェン）の小説『赤い高粱』の第1章「赤い高粱」と第2章「高粱の酒」（井口晃訳、徳間書店〈現代中国文学選集6〉）。「紅（あか）」を基調とした鮮烈な映像美が特徴で、神話的なエピソードを交えながら物語は語られる。特に強烈な色彩を強調した映像は、後の張芸謀（チャン・イーモウ）・鞏俐（コン・リー）コンビによる作品である『菊豆（チュイトウ）』『紅夢』『上海ルージュ』にも特徴的である。
この映画は、国外でも大きな反響を呼んだが、中国国内でも賛否両論が巻き起こり、「『紅いコーリャン』現象」と呼ばれるほどだった。中国映画史の中でも時代を画する作品の一つだと言える。第38回ベルリン国際映画祭で金熊賞を受賞したほか、百花奨・金鶏奨でも最優秀作品賞を受賞している。
2018年には公開30周年を記念して2Kデジタル・リマスター版が上映された。また2024年にはHDレストア版が上映された。

## あらすじ
1920年代末の中国山東省。私（語り手）の祖母・九児（チウアル）は、ラバ1頭で父に売られ、親子ほど年の離れたハンセン病患者の、造り酒屋の男の元に嫁ぐことになる。御輿で嫁入りに向かう途中、彼女たちは強盗に襲われるが、御輿の担ぎ手・余占鰲（ユイチャンアオ）に救われる。実家に里帰りして、再び嫁ぎ先に向かう道すがら、またも強盗が彼女を襲うが、その正体は余占鰲だった。お互いに惹かれあっていた2人は、コーリャン畑で結ばれることになる。やがて夫が行方不明となり、造り酒屋を継いだ九児は余と結婚。コーリャン畑で結ばれた日に身ごもった子供・豆官（トウコアン）も生まれ、8年の月日が経ち、幸せな日々が続くのだが、やがてそこに日本軍が侵攻してくる……。

## キャスト
- 九児（チウアル）（私の祖母）：鞏俐（コン・リー）
- 余占鰲（ユイチャンアオ）（私の祖父）：姜文（チアン・ウェン）
- 羅漢（ルオハン）：滕汝駿（トン・ルーチュン）
- 豆官（トウコアン）（私の父）：劉継（リウ・チー）
- 私の曾祖父：銭明（チェン・ミン）
- 禿三包（トゥーサンパオ）（匪賊の頭）：計春華（チー・チュンホァ）

## スタッフ
- 監督：張芸謀（チャン・イーモウ）
- 原作：莫言（モー・イェン）『赤い高粱』第1章「赤い高粱」、第2章「高粱の酒」
- 脚本：陳剣雨（チェン・チェンユイ）、朱偉（チュー・ウェイ）、莫言（モー・イェン）
- 撮影：顧長衛（クー・チャンウェイ）
- 作曲：趙季平（チャオ・チーピン）
- 美術：楊鋼（ヤン・カン）
- 製作：呉天明（ウー・ティエンミン）